# هانوور (پنسیلوانیا)
هانوور، پنسیلوانیا (به انگلیسی: Hanover) یک شهرک در ایالات متحده آمریکا است که در شهرستان یورک، پنسیلوانیا واقع شده‌است.

## خصوصیات
هانوور ۱۵٬۲۸۹ نفر جمعیت دارد و ۱۸۷٫۱۵ متر بالاتر از سطح دریا واقع شده‌است.